# Exocentrus submoerens
Exocentrus submoerens är en skalbaggsart som beskrevs av Stefan von Breuning 1958. Exocentrus submoerens ingår i släktet Exocentrus och familjen långhorningar. Inga underarter finns listade i Catalogue of Life.